# Austrodomus scaber
Austrodomus scaber är en spindelart som först beskrevs av William Frederick Purcell 1904.  Austrodomus scaber ingår i släktet Austrodomus och familjen Prodidomidae. Inga underarter finns listade.